# Uta Hagen
Uta Thyra Hagen (Gottinga, 12 giugno 1919 – New York, 14 gennaio 2004) è stata un'attrice e insegnante di recitazione tedesca naturalizzata statunitense, attiva in campo teatrale, televisivo e cinematografico.

## Biografia
È nota soprattutto come interprete a Broadway di opere teatrali di grande importanza come Il gabbiano (1938), Otello (1943), Un tram che si chiama Desiderio (1947), The Country Girl (1950), Santa Giovanna (1951), Chi ha paura di Virginia Woolf? (1962) e Il giardino dei ciliegi (1968). Nel corso della sua carriera ha vinto due Tony Award alla miglior attrice protagonista in uno spettacolo, nel 1950 e nel 1962, e nel 1999 ne ha ricevuto uno speciale alla carriera.
È stata anche un'importante insegnante e teorica della recitazione a numerosi attori di successo, tra cui Matthew Broderick, Christine Lahti, Amanda Peet, Geraldine Page, Jason Robards, Sigourney Weaver, Katie Finneran, Liza Minnelli, Whoopi Goldberg, Jack Lemmon, Debbie Allen, Herschel Savage, Mary Louise Wilson, Jon Stewart e Al Pacino. Nel 2002 ha ricevuto la National Medal of Arts.

## Filmografia

### Cinema
- Chi è l'altro? (The Other), regia di Robert Mulligan (1972)
- I ragazzi venuti dal Brasile (The Boys from Brazil), regia di Franklin J. Schaffner (1978)
- Il mistero Von Bulow (Reversal of Fortune), regia di Barbet Schroeder (1990)

### Televisione
- Play of the Week – serie TV, episodio 1x05 (1959)
- Lou Grant – serie TV, episodio 5x14 (1982)
- Ai confini della realtà (The Twilight Zone) – serie TV, episodio 1x55 (1986)
- Oz – serie TV, episodio 3x03 (1999)

## Doppiatrici italiane
- Benita Martini in Chi è l'altro?
- Adriana De Roberto in I ragazzi venuti dal Brasile
- Gabriella Genta in Il mistero Von Bulow